# Dólmen del Cerro de la Cruz Blanca
Der Dólmen del Cerro de la Cruz Blanca (dt. Dolmen vom Hügel des weißen Kreuzes) liegt unmittelbar nördlich der Straße A-366, westlich des Dorfes El Burgo, nordöstlich von Ronda in Andalusien in Spanien.
Der Dolmen datiert vom Ende der Jungsteinzeit bzw. in die frühe Kupferzeit. Es hat einen mit Platten gedeckten Gang von 5,25 m Länge und 1,3 m Breite, der den Zugang zur Kammer bildet, die durch eine quergestellte Steinplatte gleich groß unterteilt ist. Sie wurde ebenfalls von Steinplatten bedeckt, die jedoch verschwunden sind.
Ausgrabungen vom Ende der 1980er Jahre ergaben das Vorhandensein von mindestens sechs bestatteten Personen in beiden Kammern.
In der Nähe liegt der Dolmen El Tesorillo von La Llaná